# 로이드 오스틴
로이드 제임스 오스틴 3세(영어: Lloyd James Austin III, 1953년 8월 8일~)은 미국의 제28대 국방부 장관이다. 조 바이든 행정부에서 임명되었으며, 최초의 흑인 출신 국방장관이다.

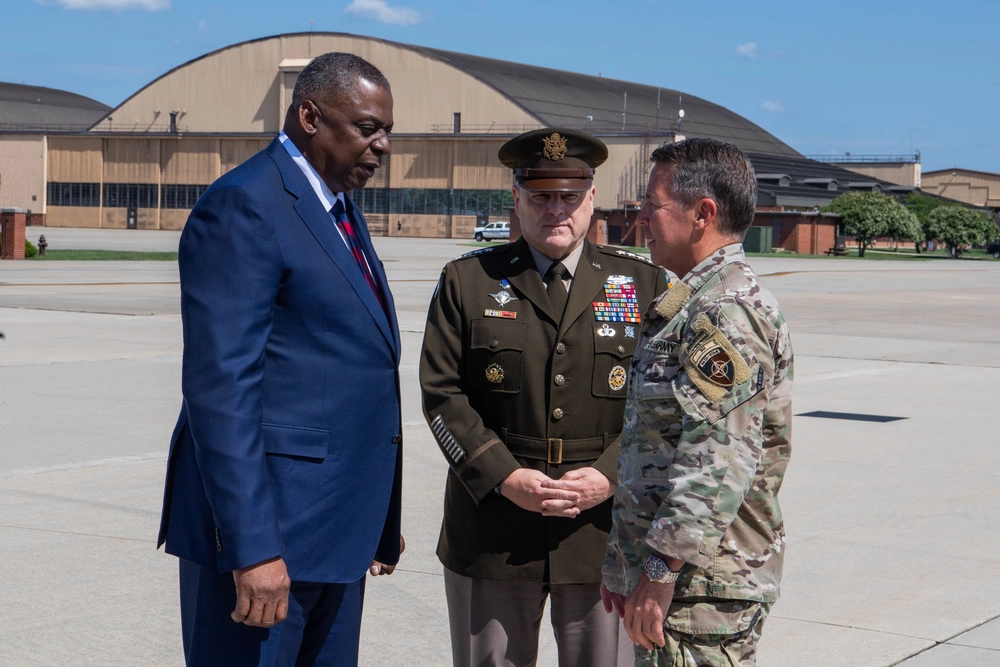
국방장관 로이드 오스틴 3세와 육군참모총장

오스틴은 앨라배마주 모빌에서 태어났으며, 조지아주 토마스빌에서 자랐다. 1975년 미국 육군사관학교를 졸업하였다. 1986년 오번 대학교에서 상담교육학으로 석사학위를 받았다. 1989년 웹스터 대학에서 비즈니스 경영으로 석사학위를 받았다. 2010년 9월 1일에 이라크 주둔 미국군의 총사령관이 되었다. 2011년 미국 육군 참모 차장을 역임, 2012년 미국 중부사령부를 관할하는 중부사령관이 되었다.
2021년 1월 미국 최초의 흑인 국방장관이 되었다. 이것에 대해 전직 국방장관이었던 로버트 게이츠와 전직 국무장관인 콜린 파월은 지지를 하였지만, 하원인 셋 몰튼은 반대하였다.
조 바이든은 로이드 오스틴을 미국 국방장관에 임명하면서 '흑인에게도 기회를 주자'는 취지를 밝혔다.

## 개인 생활
독실한 로마 가톨릭교회 신자인 어머니 슬하에서 믿음이 강한 신앙인으로 성장했다.  그는 매우 사적인 사람으로 자신에 대하여 제삼자로 말하는 습관이 있다. 아내는 샬린 드니스 배너 오스틴으로 결혼한지 40여 년이 되었다.  그녀는 비영리 단체의 임원으로 일했으며, 퍼듀 대학교 군사가족연구기관에서 이사로 일하였다. 두 명의 자녀가 있다.
키가 198cm에 달해 덩치가 매우 크다.